# Swammerdamia
Swammerdamia is een geslacht van vlinders uit de familie van de stippelmotten (Yponomeutidae). De wetenschappelijke naam van het geslacht werd in 1825 gepubliceerd door Jacob Hübner.
De larven van deze kleine motten zijn bladvreters die vreten aan epidermis en parenchym op de bovenkant van de bladeren. In de eerste stadia van hun ontwikkeling blijken de larven zich als bladmineerders te gedragen. In Nederland en België vrij algemeen voorkomende soorten zijn de duifmot (Swammerdamia pyrella) met als waardplanten meidoorn, pruimen- en appelbomen, en de egale duifmot (Swammerdamia caesiella) met als voornaamste waardplant berken.

## Soorten
- S. albicapitella Scharfenberg, 1805
- S. aulosema Edward Meyrick, 1932
- S. beirnei Doganlar, 1979
- S. caesiella

Egale duifmot (Jacob Hübner, 1796)
- S. castaneae Busck, 1914
- S. cerasiella Jacob Hübner, 1816
- S. compunctella Herrich
- S. conspersella Tengström, 1847
- S. cuprescens Braun, 1918
- S. griseocapitella Stainton, 1849
- S. heroldella Jacob Hübner, 1825
- S. lutarea Adrian Hardy Haworth, 1828
- S. maculatella Turati, 1930
- S. moensis Strand, 1920
- S. nanivora Stainton, 1871
- S. nubeculella Tengström, 1847
- S. oxycanthella Duponchel, 1842
- S. passerella Zett
- S. pyrella

Duifmot (Villers, 1789)
- S. spiniella Philipp Christoph Zeller, 1871
- S. variegata Tengström, 1869
- S. villiersi Gibeaux, 1984